# Cole Hauser
Pour les articles homonymes, voir Hauser.
Cole Hauser, né le 22 mars 1975 à Santa Barbara, (Californie, États-Unis), est un acteur américain.
Il est le fils de l'acteur Wings Hauser.

## Biographie

### Jeunesse & débuts
Cole Kenneth Hauser né le 22 mars 1975 à Santa Barbara (Californie, États-Unis), il est le fils des acteurs Wings Hauser et Cass Warner. Il grandit dans une famille bercée par le cinéma puisque ses parents fondèrent la compagnie de production Warner Sisters et que ses grands-parents furent aussi des magnats du film, en partenariat avec Warner Bros, mais également des scénaristes et des acteurs.
Ses parents ayant divorcé lorsqu'il avait deux ans, il vit avec sa mère jusqu'à ses 15 ans où il passe toute une année à étudier l'actorat avec son père. Plus actif dans les pratiques sportives que scolaires, il est admis lors de ses années d'études secondaires à un camp d'été sélectionnant les talents à venir, puis obtient le rôle principal d'une pièce nommée Dark of the Moon. À 16 ans, il décide finalement de mettre fin à ses études pour se plonger dans la carrière d'acteur.

### Vie privée
Il est marié depuis 2006 à Cynthia Daniel. Ils ont trois enfants : Ryland Hauser, né en 2004, Colt Daniel Hauser, né en 2008 et Steely Rose Hauser, née 2013.

## Carrière
Il apparaît pour la première fois sur écran en 1992 dans le film La Différence, aux côtés d'étoiles montantes du cinéma américain comme Matt Damon, Brendan Fraser et Ben Affleck.
On le retrouve l'année suivante, de nouveau avec Affleck, dans Génération rebelle, avant de jouer avec son père dans un film réalisé par celui-ci en 1994, Skin Gang. Continuant à interpréter des rôles de jeune déclassé, il incarne un skinhead néo-nazi dans Fièvre à Columbus University, puis un jeune dealer homophobe dans All Over Me.
En 1997, il retrouve Matt Damon et Ben Affleck dans Will Hunting, dans lequel il interprète leur ami d'enfance. La même année, il joue un officier de police dans la série Haute tension.
Sa carrière s'accélère et les tournages se font de plus en plus nombreux d'année en année. Il obtient des rôles dans des films prestigieux, tels The Hi-Lo Country de Stephen Frears, qui le confronte à Woody Harrelson en 1998, ou Pitch Black de David Twohy en 2000.
S'éloignant des rôles adolescents et rebelles, il incarne souvent des militaires, notamment dans Mission Evasion, sorti en 2002, où son personnage est sous les ordres de Colin Farrell (avec qui il avait joué dans le film militaire Tigerland en 2000) et Bruce Willis (qu'il retrouve sur le tournage du film Les Larmes du soleil en 2003).
Les productions dans lesquelles il apparaît sont de plus en plus importantes à l'image de 2 Fast 2 Furious. Il obtient ensuite des rôles en têtes d'affiche avec Paparazzi : Objectif chasse à l'homme et La Crypte en 2004 et 2005.
Se spécialisant de plus en plus dans les films d'action, il enchaîne en 2013 des grosses productions comme La Chute de la Maison-Blanche et retrouve Bruce Willis dans l'une d'elles : Die Hard : Belle journée pour mourir. L'année suivante, il participe au film Transcendance, le premier film de Wally Pfister avec Rebecca Hall et Johnny Depp en têtes d'affiches.
En 2017, il retrouve Bruce Willis dans Acts of Violence de Brett Donowho.
De 2018 à 2024, il incarne Rip Wheeler,le contremaître du ranch Dutton dans la série Yellowstone.

## Filmographie

### Cinéma
- 1992 : La Différence (School Ties) de Robert Mandel : Jack Connors
- 1992 : Frame-Up II : The Cover-Up de Paul Leder : Cal
- 1993 : La Tête dans les nuages (Dazed and Confused) de Richard Linklater : Benny O'Donnell
- 1994 : Skin Gang de Wings Hauser : Bentz
- 1995 : Fièvre à Columbus University (Higher Learning) de John Singleton : Scott Moss
- 1997 : Will Hunting (Good Will Hunting) de Gus Van Sant : Billy McBride
- 1997 : All Over Me d'Alex Sichel : Mark
- 1998 : The Hi-Lo Country de Stephen Frears : Little Boy Matson
- 1998 : Scotch and Milk d'Adam Goldberg : Johnny
- 2000 : Pitch Black de David Twohy : William J. Johns
- 2000 : Un but pour la gloire (A Shot at Glory) de Michael Corrente : Kelsey O'Brian
- 2000 : Tigerland de Joel Schumacher : Sergent Cota
- 2002 : Mission Évasion (Hart's War) de Gregory Hoblit : Sergent Vic W. Bedford
- 2002 : Laurier blanc (White Oleander) de Peter Kosminsky : Ray
- 2003 : Les Larmes du soleil (Tears of the Sun) d'Antoine Fuqua : James « Red » Atkins
- 2003 : 2 Fast 2 Furious de John Singleton : Carter Verone
- 2004 : Paparazzi : Objectif chasse à l'homme (Paparazzi) de Paul Abascal : Bo Laramie
- 2005 : La Crypte  (The Cave) de Bruce Hunt : Jack
- 2005 : Dirty de Chris Fisher : Le Lieutenant
- 2006 : La Rupture (The Break-Up)de Peyton Reed : Lupus Grobowski
- 2008 : Tortured de Nolan Lebovitz : Kevin Cole / Jimmy Vaughn
- 2008 : The Family That Preys de Tyler Perry : William Cartwright
- 2008 : The Hit List de William Kaufmann : Allan Campbell
- 2009 : Like Dandelion Dust de Jon Gunn : Jack Campbell
- 2013 : Die Hard : Belle journée pour mourir (A Good Day to Die Hard) de John Moore : Collins
- 2013 : La Chute de la Maison-Blanche (Olympus Has Fallen) d'Antoine Fuqua : Roma, agent des services secrets américains
- 2013 : Assassins Run de Robert Crombie et Sofya Skya : Roman
- 2014 : Transcendance de Wally Pfister : Colonel Stevens
- 2017 : Acts of Violence de Brett Donowho : Deklan
- 2019 : Running with the Devil de Jason Cabell : L'exécuteur
- 2020 : The Last Champion de Glenn Withrow : John Wright
- 2021 : Panama de Mark Neveldine : Becker
- 2023 : The Ritual Killer de George Gallo : Lucas Boyd

### Télévision

#### Séries télévisées
- 1996 : Haute Tension (High Incident) : Officier Randy Willitz
- 2004 : Urgences (ER) : Steve Curtis
- 2007 - 2008 : K-Ville : Trevor Cobb
- 2010 : Chase : Jimmy Godfrey
- 2014  - 2017 : Rogue : Ethan
- 2015 : The Lizzie Borden Chronicles : Charlie Siringo
- 2018 - 2024 : Yellowstone : Rip Wheeler

#### Téléfilms
- 1993 : En quête de justice (A Matter of Justice) de Michael Switzer : Rocky Jackson
- 2006 : Damages de Thomas Balmès : Jack Shale
- 2008 : The Tower de Davis Guggenheim : Sean Castleman
- 2009 : Washington Field de Jon Cassar : Raymond Stone
- 2011 : Le Visage d'un prédateur (Good Morning Killer) de Maggie Greenwald : Andrew Berringer

## Voix françaises
| - Boris Rehlinger dans : - Pitch Black - Les Larmes du Soleil - Paparazzi : Objectif chasse à l'homme - La Crypte - K-Ville (série télévisée) - Jarhead 2 - Julien Kramer[réf. nécessaire] dans : - 2 Fast 2 Furious - La Rupture | Et aussi[réf. nécessaire] - Éric Herson-Macarel dans La Différence - Antoine Tomé dans Fièvre à Columbus University - Emmanuel Karsen dans Haute Tension - David Krüger dans Will Hunting - Jean-François Vlérick dans Laurier blanc - Adrien Antoine dans Tortured - Éric Aubrahn dans Chase - Bernard Gabay dans Die Hard : Belle journée pour mourir - Frédéric Popovic dans La Chute de la Maison Blanche - Raphaël Cohen dans Transcendance - Valentin Merlet dans Yellowstone (série télévisée) - Nicolas Matthys (Belgique) dans Panama |